# Ismail Belmaalem
Ismail Belmaalem (Casablanca, 9 aprile 1988) è un calciatore marocchino, difensore del Raja Casablanca e della Nazionale di calcio del Marocco.